# Kliment Vorosjilov
Kliment Jefremovitsj Vorosjilov(Luister)ⓘ (Russisch: Климент Ефремович Ворошилов) (Verchneje, 23 januari 1881 - Moskou, 2 december 1969) was een maarschalk van de Sovjet-Unie en held van de Sovjet-Unie die vocht in de Tweede Wereldoorlog.
Vorosjilov was geboren in het Oekraïense dorpje Verchneje, vlak bij Jekaterinoslav, tijdens het Russisch Keizerrijk. Hij ging slechts twee jaar naar school. Hij sloot zich aan bij de bolsjewieken in 1903 en participeerde in illegale activiteiten. Als gevolg van de Russische Revolutie van 1917 werd hij lid van de Oekraïense regering en werd hij commissaris van Internationale Zaken.
In de Sovjet-Russische verdediging van Tsaritsyn (nadien Stalingrad, nu Volgograd) tijdens de Russische Burgeroorlog werd hij erg vertrouwd met Stalin. Hij stond Stalin bij op militair gebied, ook al had hij zelf nauwelijks militaire training gekregen. Zijn collega's roemden zijn inzet en moed, maar vonden zijn militaire leiderschapskwaliteiten veruit onvoldoende en hij wantrouwde het advies van ervaren militairen. Desondanks werd hij door Stalin onmisbaar verklaard tijdens de burgeroorlog en de Russisch-Poolse Oorlog. Vorosjilov werd gekozen in het Centraal Comité in 1921 en bleef lid tot 1961. In 1925, na de dood van Michail Froenze, werd hij aangewezen als volkscommissaris voor Militaire en Marinezaken en hoofd van de Militaire Revolutionaire Raad van de Sovjet-Unie een post die behouden werd tot 1934. In hetzelfde jaar werd hij aangewezen als persoonlijke commissaris voor Verdediging en als maarschalk van de Sovjet-Unie in 1935. 
Vorosjilov stond achter de Grote Zuivering van Stalin. Hij stuurde de zuivering binnen het leger aan en beval de vijanden van het volk uit te roeien. Dit ging zo voortvarend dat hij op 3 januari 1939 moest bijsturen, hogere officieren konden alleen nog worden gearresteerd op zijn bevel. De militaire top werd in drie jaar tijd gedecimeerd mede door zijn inzet om Stalin te behagen.
Hij was de aanvoerder van de Sovjet-Russische troepen in de eerste fase van de Winteroorlog tegen Finland van november 1939 tot januari 1940. Hij onderschatte de kwaliteiten van het Finse leger en zette zijn strijdkrachten verkeerd in. De Sovjettroepen waren slecht voorbereid voor deze oorlog en het hoofdkwartier schoot tekort. Mede door de slechte planning leed het Rode Leger veel verliezen en gewonden en Vorosjilov werd op 7 januari 1940 vervangen door Semjon Timosjenko.
Tijdens de Tweede Wereldoorlog was hij lid van het Staatsverdedigingscomité en werd commandant van het Leningradfront. Deze laatste positie hield hij voor slechts een week, en Stalin gaf van zijn ongenoegen over zijn leiderschap blijk. Stalin liet desondanks Vorosjilov niet vallen. Er werd een tank naar hem genoemd: de KV-1 en na de oorlog werd hij meermaals onderscheiden, onder meer tweemaal als Held van de Sovjet-Unie.
In 1952 werd hij lid van het Presidium van het Nationaal Comité. Na de dood van Stalin in 1953 werd Nikita Chroesjtsjov secretaris-generaal van de Communistische Partij van de Sovjet-Unie met Georgi Malenkov als premier van de USSR terwijl Vorosjilov werd benoemd tot Voorzitter van het Presidium van de Opperste Sovjet, wat hij bleef tot zijn pensioen in 1960.

## Fotogalerij

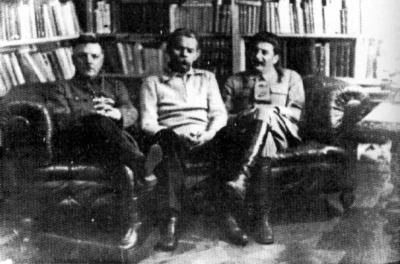
V.l.n.r. Vorosjilov, Gorki, Stalin
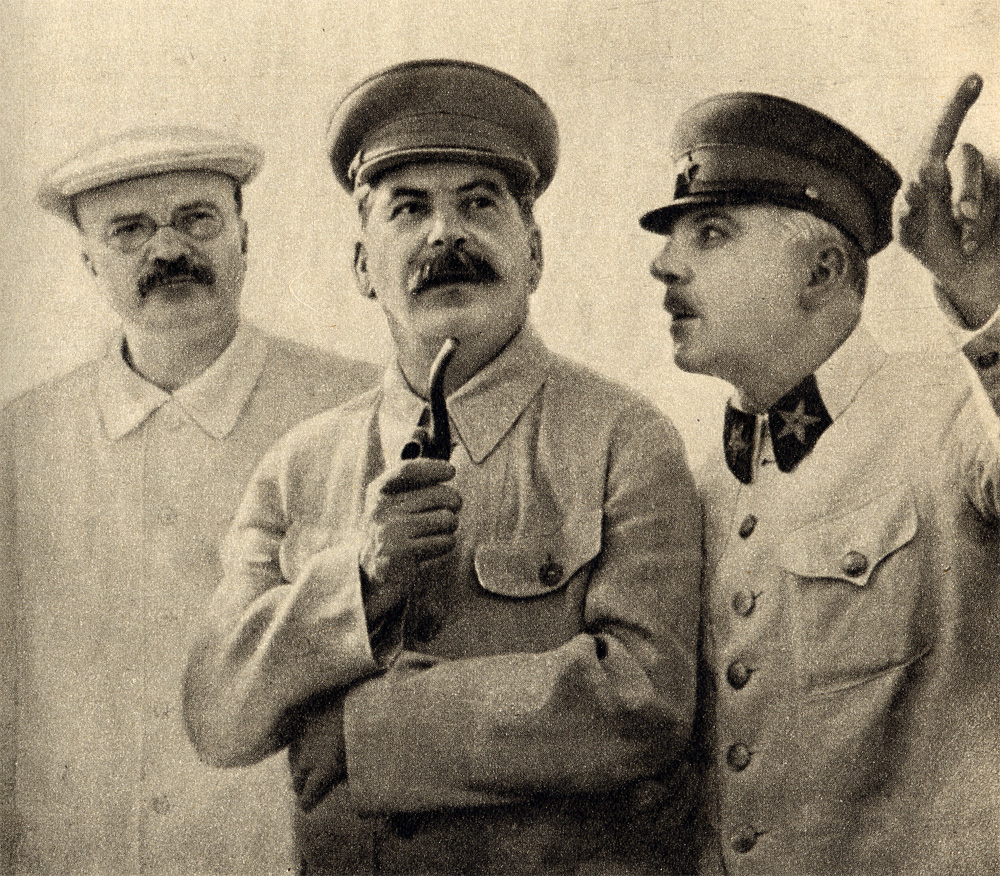
Molotov, Stalin en Vorosjilov in 1937
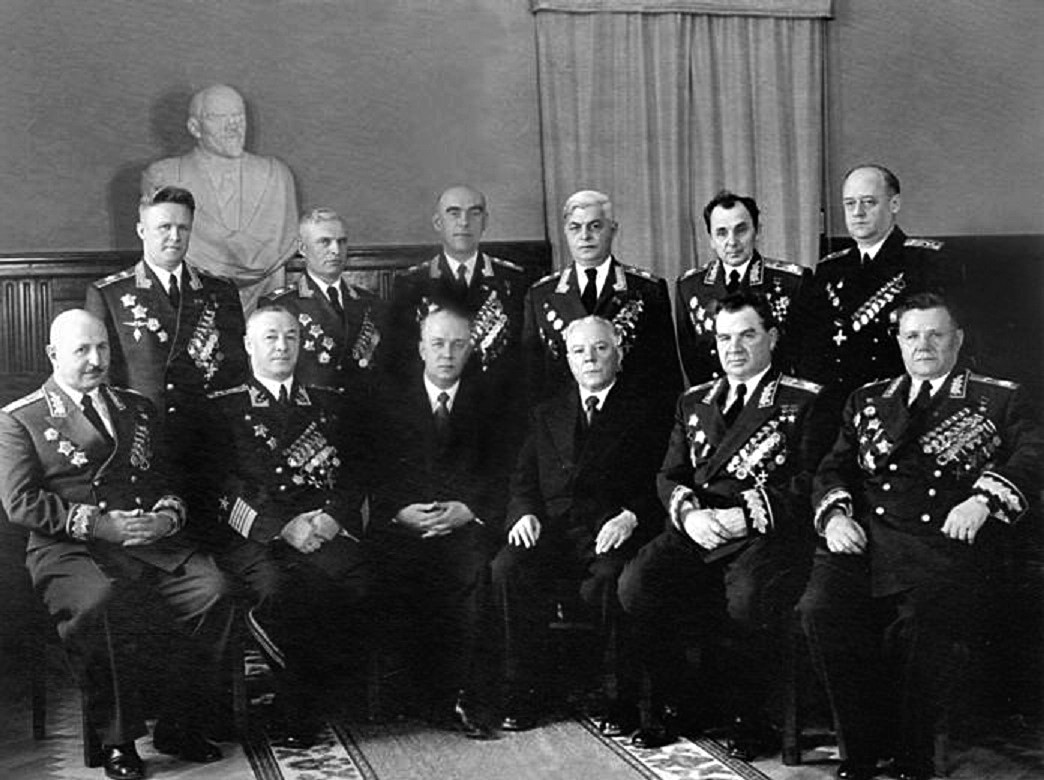
Uitreiking van maarschalksterren in het Kremlin in 1955. Van links naar rechts: zittend: Ivan Bagramjan, Nikolaj Koeznetsov, Nikolaj Pegov, Kliment Vorosjilov, Vasili Tsjoejkov, Andrej Jerjomenko, staand: Sergej Roedenko, Vasili Kazakov, Vladimir Soedets, Sergej Varentsov, Kirill Moskalenko, Ivan Isakov.

## Naslagwerk
- Dimitri Volkogonov, Stalin’s Generals, hoofdstuk 24, Voroshilov. Redactie: Harold Shukman, Grove Press, New York, 1993, ISBN 0802114873

- Bibsys: 2082452
- Biblioteca Nacional de España: XX1156096
- Bibliothèque nationale de France: cb122632458 (data)
- CiNii: DA04321119
- Gemeinsame Normdatei: 118770373
- International Standard Name Identifier: 0000 0001 1022 142X
- Library of Congress Control Number: n84161427
- Nationale Bibliotheek van Letland: 000087468
- National Archives and Records Administration: 10567954
- Nationale Bibliotheek van Tsjechië: skuk0001447
- Nationale bibliotheek van Australië: 35135814
- Nationale Bibliotheek van Israël: 987007310057705171
- Nationale Bibliotheek van Polen: a0000001718554
- Nederlandse Thesaurus van Auteursnamen: 071270280
- LIBRIS: 302114
- SNAC: w68m1jpg
- Système universitaire de documentation: 143718304
- Museum of New Zealand Te Papa Tongarewa: 36373
- Trove: 837705
- Virtual International Authority File: 19736258
- WorldCat: E39PBJvmGftXpY4dyQqq8jjgrq